# Absorção de dois fótons

Diagrama de energias do fenômeno de absorção de dois fótons. A soma da energia dos dois fótons absorvidos corresponde à diferença de energia entre o estado final e o estado inicial, passando por um nível virtual intermediário.

A absorção de dois fótons (abreviada na literatura em língua portuguesa como A2F e em inglês como TPA, two-photon absorption) é um processo óptico não linear que corresponde à absorção simultânea de dois fótons, que podem ser tanto de frequências idênticas quanto diferentes.
Nesse caso, um elétron é excitado de um estado de menor energia (usualmente o estado fundamental) até um estado eletrônico de maior energia. A diferença de energia entre os dois estados energéticos envolvidos na transição é igual à soma das energias dos dois fótons. 
A absorção de dois fótons é um processo não linear de terceira ordem, cuja magnitude é várias ordens de grandeza inferior à absorção linear a baixas intensidades de luz. 

## Fundamentos teóricos
O fenômeno de absorção de dois fótons foi previsto teoricamente por Maria Goeppert-Mayer, durante seu doutoramento em 1931, 
mas verificado experimentalmente apenas após a demonstração do primeiro laser em 1960 por Theodore Harold Maiman, que possibilitou a obtenção de luz coerente e de alta intensidade.
Tal fenômeno ocorre apenas quando a densidade de fótons por unidade de tempo é alta, o que pode ser obtido por meio da focalização de lasers de pulsos ultracurtos. 
Nesse caso, a intensidade da radiação atinge valores da ordem de gigawatts por centímetro quadrado.
Portanto, sob essas condições, o elétron faz uma primeira transição devida à absorção de um fóton para um nível intermediário virtual, que surge da interação do campo com o material.
É necessário que mais um fóton seja absorvido dentro de um intervalo de tempo {\displaystyle \Delta t'} dado pelo princípio da incerteza de Heisenberg, tal que {\displaystyle \Delta t'\sim \hbar /(2\Delta E)}, em que {\displaystyle \Delta E} é a diferença de energia entre o nível virtual e o próximo nível real do material.
Desse modo, a probabilidade de absorção de dois fótons depende da taxa de chegada do segundo fóton, o que torna a absorção de dois
fótons dependente da intensidade incidente.
Assim, o fenômeno de absorção de dois fótons não é instantâneo, mas ocorre em um intervalo de tempo menor que o determinado pelo princípio da incerteza de Heisenberg.
A diminuição do intervalo de energia {\displaystyle \Delta E} resulta no aumento do tempo viável para sucessivas absorções, efeito conhecido como engrandecimento por ressonância.
A absorção total é então descrita como: 
{\displaystyle \alpha =\alpha _{0}+\beta I\,}
em que {\displaystyle \alpha _{0}} é o coeficiente de absorção linear, {\displaystyle I} a intensidade da radiação e {\displaystyle \beta } é chamado de coeficiente de absorção de dois fótons e está relacionado à parte imaginária da susceptibilidade não linear de terceira ordem {\displaystyle \chi ^{(3)}} da forma:
{\displaystyle \beta ={\frac {\omega }{n_{0}^{2}\epsilon _{0}c^{2}}}Im\{\chi ^{(3)}\}\,}
em que {\displaystyle \omega } é a frequência angular da radiação, {\displaystyle n_{0}} o índice de refração linear, {\displaystyle \epsilon _{0}} a permissividade elétrica do vácuo e {\displaystyle c} a velocidade da luz no vácuo.
A seção de choque de absorção de dois fótons {\displaystyle \sigma _{\text{A2F}}} está relacionada com o coeficiente de absorção de dois fótons segundo:
{\displaystyle \sigma _{\text{A2F}}={\frac {\hbar \omega }{N}}\beta \,}
em que {\displaystyle \hbar \omega } é a energia do fóton incidente e {\displaystyle N} a densidade volumétrica de absorvedores. A seção de choque de absorção de dois fótons usualmente é fornecida em unidades de Göppert-Mayer (GM), em que 1 GM = 10-50 cm4 s fóton-1.